# Franz Vincentovič Kušal
Franz Vincentovič Kušal (bělorusky Франц (Францішак) Вінцэнтавіч Кушаль, 16. února 1895[ujasnit] Minská gubernie, Ruské impérium – 25. května 1969 Rochester, New York, USA) byl běloruský voják a politik aktivní v odboji proti SSSR.

## První světová válka
Narodil se v rolnické katolické rodině. V dětství pracoval jako pasáček a ve věku deseti let nastoupil do školy. Během první světové války sloužil v Ruské imperiální armádě, do které byl mobilizován v květnu 1915. Absolvoval pěchotní školu ve Vilniusu a poté byl povýšen na praporčíka. Sloužil v řadách 276. kupjanského střeleckého pluku jako velitel roty. Vyznamenán řádem sv. Anny s meči a lukem a sv. Stanislava s meči a lukem. Z carské armády po jejím rozpadu odešel v roce 1917 v hodnosti nadporučík (rusky Штабс-капитан).

## Meziválečné období
V roce 1917 se zapojil do řad běloruského nacionalistického hnutí, které usilovalo o vznik samostatného Běloruska. Po odchodu německých okupačních sil na konci 1918 byl polskými úřady v roce 1919 zatčen a vězněn za politickou práci pro Běloruskou lidovou republiku. Se začátkem polsko-sovětské války se jeho postoj k Polsku změnil, když Józef Piłsudski souhlasil s vytvořením běloruských jednotek. Po propuštění od srpna 1919 sloužil v běloruské vojenské komisi (bělorusky Беларуская вайсковая камісія), která organizovala nábor branců běloruské národnosti do armády. Úkolem komise bylo vypracovat návrh organizace běloruské armády jako součásti polské armády. Bylo plánováno, že běloruská armáda bude bojovat s bolševiky během polsko-sovětské války spolu s polskými vojsky v rámci plánu na vybudování Polsko-běloruské federace vyhlášeného v roce 1919 Józefem Piłsudski. Kušal se nezúčastnil v této válce frontových bojů. Po obsazení Minska bolševiky v roce 1920 byl s komisí evakuován do polského města Lodž.  
V roce 1920 jeho matka a nejmladší sestra zemřely na tyfus. Po polsko-sovětské válce Kušal vystudoval Varšavskou důstojnickou školu a učil v kadetském sboru. V letech 1921 až 1939 sloužil v polské armádě v hodnosti kapitána. V roce 1922 se oženil s Natalií Arseněvou. 

## Druhá světová válka
V roce 1939 v době německého útoku na Polsko pracoval jako vedoucí mobilizačního střediska. Koncem září 1939 se s ustupujícími polskými jednotkami ocitl u Lvova, kde převzal velení praporu Sboru dobrovolné obrany. Na rozkaz velícího generála Langera se vzdal sovětským jednotkám obsazujícím Západní Bělorusko. 22. září 1939 byl internován v SSSR. Po zajetí byl umístěn do důstojnického tábora pro polské vojáky ve Starobelském táboře vojenských zajatců (rusky Старобельский лагерь военнопленных).
Z tábora byl převezen do vězení Butyrka, kde byl uvězněn spolu s dalšími zajatci, mimo jiné také s generálem Andersem. Tím unikl zavraždění v Katyňském masakru. Začátkem roku 1941 byl propuštěn a poslán do Běloruské SSR pod dohledem minské NKVD. Jeho ženě a dvěma synům bylo umožněno vycestovat z vyhnanství z Kazachstánu za ním. Podle postsovětských pramenů jim to bylo dovoleno, protože se jeho žena zavázala ke spolupráci se sovětskou bezpečností pod krycím jménem Kozbič (rusky Козбич).
Po útoku Německa na SSSR v roce 1941 hned v prvních dnech okupace nabídl své síly německým úřadům a byl přijat do Běloruské pomocné policie v Minsku. V té se na podzim roku 1941 podílel na tvorbě obsahu ideologického školení policistů v duchu boje proti bolševikům a sabotérům. Ve funkci se osvědčil a v květnu roku 1942 se stal vedoucím těchto kurzů.

V roce 1942 se podílel na formovaní Běloruského ochranného sboru, kde byl zodpovědný za výcvikové kurzy pro důstojníky tohoto protipartyzánského útvaru. V důsledku kompetenčních sporů mezi SS a Rosenbergovým ministerstvem pro okupovaná východní území došlo v květnu roku 1943 k rozpuštění Běloruského ochranného sboru. Naverbovaní vojáci byli zařazeni do řad Běloruské pomocné policie, kde se Kušal stal od srpna 1943 hlavním komisařem. Ve funkci se mu podařilo významně omezit dezerce příslušníků protipartyzánských jednotek na sovětskou stranu. Jím vycvičení velitelé jednotek se svými prapory se pod vedením SD účastnili všech hlavních operací proti partyzánům na území okupovaného Běloruska. Tyto prapory naváděly letecké síly k provádění náletů na oblasti, kde byli identifikováni sympatizanti partyzánů a vykonávaly represe včetně poprav vůči civilnímu obyvatelstvu. Franz Kušal se podílel na formování 13. běloruského praporu SD, který považoval za vzorovou elitní jednotku. Ve spolupráci s SD vytvářel politické kurzy pro výcvik důstojníků policejních praporů. O průběhu protipartyzánských operací Franz Kušal referoval v důvěrné zprávě o zásahu následně:
| „                                                                                     | Německé oddíly SS vyčistily ve Voložinském okrese (rusky Воложинский район) v Minské oblasti území od partyzánů. Zároveň tyto oddíly spálily vesnice včetně jejich obyvatel v okolí městečka Peršaj (rusky Першаи): Dory (rusky Доры), Dubovcy (rusky Дубовцы), Mišany (rusky Мишаны), Dovgulevščina (rusky Довгулевщина), Lapincy (rusky Лапинцы), Srejdněje Sjelo (rusky Среднее Село), Romanovcy (rusky Романовцы), Něljuby (rusky Нелюбы), Polubovcy (rusky Полубовцы) a Mokričevščina (rusky Мокричевщина). Oddíly SS neprováděly žádné vyšetřování, pouze nahnaly obyvatele, většinou staré lidi, ženy a děti, do budov, které byly následně zapáleny. V Doře byli obyvatelé nahnáni do kostela a spolu s ním spáleni. | “ |
| — Franz Kušal, důvěrná zpráva předsedovi Běloruské ústřední rady ze dne 6. srpna 1943 | |   |

22. června 1943 se sovětští partyzáni pokusili zavraždit bombou generálního komisaře Wilhelma Kube v minském divadle. V sále byl přítomen jeho syn Jaroslav Kušel, člen Svazu běloruské mládeže, který po výbuchu nálože zemřel. 
V prosinci roku 1943 se stal vedoucím vojenského oddělení Běloruské ústřední rady a Radoslavem Ostrovskim byl lednu 1944 jmenován velitelem Běloruské regionální obrany. V únoru 1944 se stal majorem. Podílel se také na vydávání časopisu Bělorusko na stráži (bělorusky Беларус на варце).
Po vyhlášení běloruské mobilizace v březnu 1944 na území kontrolovaném Běloruskou ústřední radou na základě II. článku Charty Běloruské ústřední rady se stal zodpovědným za výcvik asi 300 budoucích velitelů Běloruské regionální obrany.

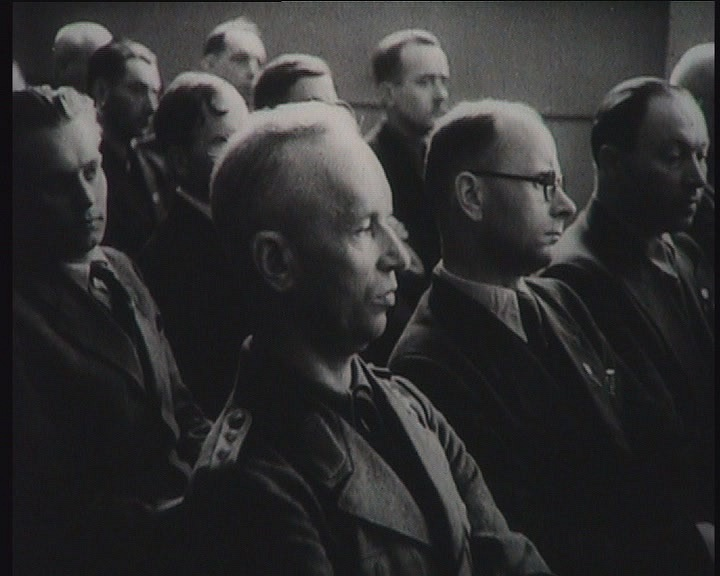
Franz Kušal na druhém všeběloruském kongresu 27. června 1944.

V červnu 1944 během probíhající ofenzívy Rudé armády v rámci operace Bagration se účastnil 2. všeběloruského kongresu. Po rychlém postupu Rudé armády a osvobození Běloruska se snažil v polském městě Lomže zformovat rozbité útvary Běloruské regionální obrany a obnovit jejich bojeschopnost. Po rozhodnutí německého velení byl on a jím formované útvary, včetně běloruských policejních jednotek, Rusů a Ukrajinců, zařazeny do Zbraní SS jako 30. granátnická divize SS (2. ruská). V této divizi SS velel běloruským vojákům. Z Východního Pruska byla divize převelena do Francie k boji s partyzány, ale vojáci nechtěli bojovat na západní frontě, a proto docházelo k mnoha dezercím. Divize byla v prosinci 1944 rozpuštěna.
Přes neúspěchy běloruských útvarů se v Berlíně pokusil iniciovat vznik samostatné Běloruské legie u SS, ale k vytvoření celé legie nedošlo s ohledem na nedostatek vojáků. Byl vytvořen pouze prapor, který existoval do poloviny dubna 1945. Němci se obávali dezercí a nízké bojové morálky vojáků, a proto jej raději proti Rudé armádě nenasadili. Jednotka byla nasazena do boje proti americké armádě. Krátce před kapitulací Německa dne 28. dubna 1945 se Kušal přímo podílel na vyjednání kapitulačních podmínek s Američany. Při prvním kontaktu s Američany se vojáci vzdali. Kušal později ve svých pamětech k situaci v dubnu 1945 napsal:
| „               | Pro nás, Bělorusy, nebyl zájem zemřít spolu s kamarády z SS v beznadějném boji proti Angloameričanům. | “ |
| — Kušal, Paměti | |   |

## Po válce
Vzhledem k tomu, že Kušal nebyl občanem SSSR, unikl vydání do rukou sovětské justice a vyhnul se tak uvěznění nebo trestu smrti. Po válce se usadil v Západním Německu, kde v roce 1947 zorganizoval Sdružení běloruských veteránů. V roce 1948 se podílel na vydávání běloruských emigrantských novin Otčina (bělorusky Бацькаўшчына).
V rozmezí mezi léty 1947 – 1948 navázal spolupráci s americkou tajnou službou CIC. Dvěma kurýrům jeho organizace se údajně podařilo navázat spojení s protisovětskými partyzánskými oddíly. Podle jeho zpráv byly lesy plné partyzánů a tito představovali značný vojenský potenciál jak pro aktuální zpravodajské účely, tak pro ty vojenské v případě konfliktu mezi protivníky ve Studené válce.
V roce 1950 se Kušal s rodinou přestěhoval do USA, kde pracoval jako obsluha výtahu (liftboy) a jeho manželka v továrně na konzervy. Ve Spojených státech se podílel také na činnosti emigrantské Běloruské ústřední rady. 
V letech 1952 – 1954 byl v čele Bělorusko-americké asociace, která vydávala noviny Bělorus. V těchto letech byl také přijat do Běloruské ústřední rady v exilu jako ministr války a byl povýšen na generálmajora.
Zemřel 25. května 1969 ve Spojených státech ve městě Rochester ve státě New York.